# Karamay (Karamay)
Karamay (en uigur: قاراماي شەھىرى, romanizado: Qaramay Shehiri; en chino, 克拉玛依区; pinyin, Kèlāmǎyī qū) es un distrito urbano bajo la administración directa de la Prefectura Karamay en la Región autónoma de Sinkiang, República Popular China. Su área es de 3833 km² y su población total para 2010 superó los 260 mil habitantes.

## Administración
Desde octubre de 2021, el distrito de Karamay se divide en 8 pueblos que se administran en 7 subdistritos y 1 poblado.